# Хавана (Арканзас)
Хавана (енгл. Havana) град је у америчкој савезној држави Арканзас.

## Демографија
По попису из 2010. године број становника је 375, што је 17 (-4,3%) становника мање него 2000. године.
| Група             | 2000.       | 2010.       |
| Белци             | 304 (77,6%) | 278 (74,1%) |
| Афроамериканци    | 0 (0,0%)    | 2 (0,5%)    |
| Азијати           | 7 (1,8%)    | 10 (2,7%)   |
| Хиспаноамериканци | 70 (17,9%)  | 83 (22,1%)  |
| Укупно            | 392         | 375         |